# Сакураї Норіо
Норіо Сакураї (яп. 桜井 のりお, Сакураї Норіо) — японська художниця-манґака, працює з видавництвом Akita Shoten. Її основними роботами є манґи Mitsudomoe, Rororro!, Kodomo Gakkyū і The Dangers in My Heart.  За мангою Mitsudomoe було знято два сезони аніме-серіалу у 2010-2011 роках, за The Dangers in My Heart — у 2023-2024 роках.

## Особисте життя
Норіо Сакураї народилася в місті Аґео, префектура Сайтама.

## Список робіт
- Kodomo Gakkyū (2003–2005)
- Mitsudomoe (2006–2017)
- Rororro! (2016–2020)
- The Dangers in My Heart (2018 – теперішній час)

## Нагороди
- 2003 Akatsuka Award [8]
- 2003 Новачок року (журнал Weekly Shōnen Champion) [8]
- 2020 Next Manga Award [9]